# Astat
Astat (At, łac. astatinum z gr. άστατός ‘nietrwały’ od ά ‘bez’ i στατός ‘trwały, stały’) – promieniotwórczy pierwiastek chemiczny z grupy fluorowców.

## Historia odkrycia
Istnienie astatu zostało przewidziane przez Mendelejewa, który nazwał pierwiastek „eka-jodem”. Ponieważ układ okresowy pierwiastków był znany od dawna, uczeni starali się zapełnić lukę w grupie 17, poszukując fluorowca następującego po jodzie. Pierwiastek po raz pierwszy otrzymali Dale Corson, Kenneth MacKenzie i Emilio Segrè na Uniwersytecie Kalifornijskim w Berkeley w 1940 roku. Bombardowali oni 209Bi cząstkami alfa o energii 23 MeV, otrzymując izotop 211At. Metodą tą wytwarza się astat również obecnie. Nazwa pierwiastka pochodzi od greckiego astatos, co znaczy nietrwały.

## Właściwości
Ze względu na krótkie czasy życia izotopów astatu (czas połowicznego rozpadu najtrwalszego izotopu to niewiele ponad 8 godzin), wiele właściwości pierwiastka pozostaje bliżej niezbadanych. Wiadomo jednak, że jest on łatwo lotny i rozpuszcza się w niektórych substancjach organicznych. Właściwości astatu zbadane w spektrometrach mas są zbliżone do właściwości pozostałych halogenów, zwłaszcza jodu, przy czym astat wykazuje więcej właściwości metalicznych. Badania teoretyczne sugerują, że pod ciśnieniem atmosferycznym, w odróżnieniu od pozostałych fluorowców, w fazie skondensowanej może on być metalem.
Astat najprawdopodobniej reaguje z wodorem, tworząc astatowodór (HAt), który po uwodnieniu daje kwas astatowodorowy. Reaguje też najpewniej z litowcami, tworząc sole oparte na wiązaniu jonowym, z których może być wyparty przez inne, bardziej reaktywne fluorowce. Potencjał jonizacyjny astatu został dokładnie zmierzony dopiero w 2013 roku i okazał się równy 9,31751 eV.

## Otrzymywanie
Astat do badań laboratoryjnych jest otrzymywany poprzez bombardowanie 209Bi cząstkami alfa, czyli jądrami helu. W zależności od energii cząstek, otrzymywane są relatywnie najtrwalsze izotopy 209At – 211At:
{\displaystyle _{83}^{209}\mathrm {Bi} +\,_{2}^{4}\mathrm {\alpha } \,\to \ \,_{85}^{211}\mathrm {At} +2\,_{0}^{1}\mathrm {n} } dla cząstek alfa o energii 26 MeV
{\displaystyle _{83}^{209}\mathrm {Bi} +\,_{2}^{4}\mathrm {\alpha } \,\to \ \,_{85}^{210}\mathrm {At} +3\,_{0}^{1}\mathrm {n} } dla cząstek alfa o energii 40 MeV
{\displaystyle _{83}^{209}\mathrm {Bi} +\,_{2}^{4}\mathrm {\alpha } \,\to \ \,_{85}^{209}\mathrm {At} +4\,_{0}^{1}\mathrm {n} } dla cząstek alfa o energii 60 MeV.

## Zastosowanie
Izotop 211At, o okresie połowicznego zaniku 7,2 godziny, ma zastosowanie w radioterapii jako emiter cząstek alfa o małym zasięgu, które oddziałują na zmianę nowotworową nie uszkadzając okolicznych zdrowych tkanek.

## Izotopy astatu
Trzy izotopy astatu występują w naturalnych szeregach promieniotwórczych: 218At w szeregu uranowym, 216At w szeregu torowym, zaś 219At w szeregu aktynowym. Są to jednak izotopy o bardzo krótkim czasie połowicznego rozpadu, toteż szacuje się, że łączna ilość astatu na Ziemi wynosi w każdej chwili około kilkudziesięciu gramów (objętość 1 łyżeczki do herbaty). Z tego powodu astat trafił do Księgi rekordów Guinnessa jako najrzadszy z występujących naturalnie pierwiastków.
Astat jest homologiem jodu i w przypadku dostania się do organizmu gromadzi się w tarczycy i jajnikach. Dopuszczalne skażenie promieniotwórcze izotopem 211At zostało ustalone na 0,7 kBq.
| Izotop | Czas połowicznego rozpadu | Typ rozpadu |
| ------ | ------------------------- | ----------- |
| 190At  | 1 ms                      |             |
| 196At  | 300 ms                    | α           |
| 197At  | 400 ms                    | α, β+ w.e.  |
| 198At  | 4,9 s                     | α, β+ w.e.  |
| 198mAt | 1,5 s                     | α, β+ w.e.  |
| 199At  | 7 s                       | α, β+ w.e.  |
| 200At  | 43 s                      | α, β+ w.e.  |
| 200mAt | 4,3 s                     | α, β+ w.e.  |
| 201At  | 1,48 s                    | α, β+ w.e.  |
| 202At  | 3 min                     | α, β+ w.e.  |
| 202mAt | 1,1 s                     | ?           |
| 203At  | 7,4 min                   | α, β+ w.e.  |
| 204At  | 9,2 min                   | α, β+ w.e.  |
| 205At  | 26,2 min                  | α, β+ w.e.  |
| 206At  | 29,4 min                  | α, β+ w.e.  |
| 207At  | 1,21 h                    | α, β+ w.e.  |
| 208At  | 1,6 h                     | α, β+ w.e.  |
| 209At  | 5,4 h                     | α, β+ w.e.  |
| 210At  | 8 h                       | α, w.e.     |
| 211At  | 7,2 h                     | α, w.e.     |
| 212At  | 300 μs                    | α           |
| 212mAt | 120 s                     | α           |
| 213At  | 0,11 μs                   | α           |
| 214At  | 0,56 μs                   | α           |
| 214mAt | 0,7 μs                    | α           |
| 215At  | 100 μs                    | α           |
| 216At  | 300 μs                    | α           |
| 217At  | 32,3 μs                   | α           |
| 218At  | 1,6 s                     | α           |
| 219At  | 50 s                      | α           |